# Kenwood House

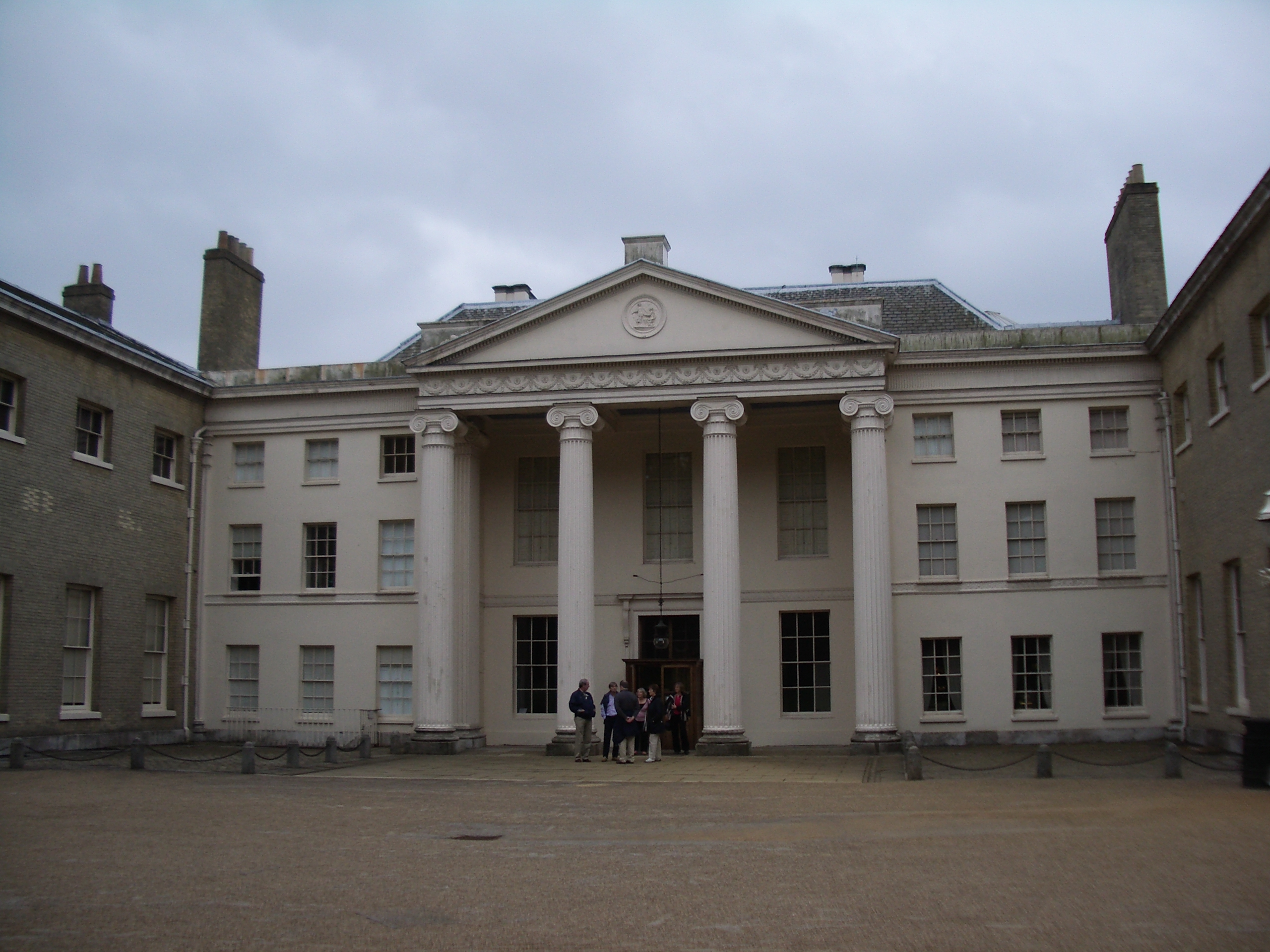
Entrada principal de Kenwood House, con las columnas jónicas añadidas por Robert Adam.

Kenwood House es un palacio enclavado en el barrio de Hampstead (condado del Gran Londres) que alberga la Colección Iveagh (del inglés: Iveagh Bequest). 
Kenwood es un conjunto arquitectónico y artístico de origen privado. El palacio, del siglo XVII, está actualmente abierto al público como museo, gracias al legado de obras de arte de lord Iveagh, un miembro de la familia Guinness de fabricantes de cerveza . Lo rodean jardines con esculturas modernas y un amplio parque donde se celebran conciertos de música popular. El conjunto es gestionado por el organismo English Heritage y debe su fama internacional a sus pinturas de Rembrandt y Vermeer.
El museo cerró sus puertas en 2012-2013 debido a obras de remozamiento, y muchas de sus principales pinturas emprendieron una exposición itinerante por América. La tañedora de guitarra de Vermeer permaneció expuesta en la National Gallery de Londres. El museo ya renovado se reabrió a finales de 2013.

## Historia
Kenwood House es un palacio campestre rodeado de zonas verdes, ubicado en la zona norte de Hampstead Heath (área del condado del Gran Londres). Su origen se remonta a principios del siglo XVII. Hacia 1700, fue ampliado con una orangerie, pabellón similar a un invernadero para el cultivo de plantas delicadas que era bastante común en los grandes palacios del norte de Europa.
En 1754, Kenwood fue adquirida por William Murray, I Earl de Mansfield. Encargó al arquitecto Robert Adam una reforma que se realizó en 1764-1779. Para hacer pareja con la orangerie y devolver la simetría al palacio, Adam añadió un pabellón como biblioteca, y adosó a la entrada principal un pórtico de columnas jónicas. En 1793-1796, el arquitecto George Saunders añadió otras dos alas en la zona norte, así como otros espacios para cocinas y demás dependencias. Actualmente se ubica allí un restaurante.
Kenwood House y sus colecciones fueron donadas a la nación por lord Iveagh, Edward Guinness (1847-1927), miembro de la saga Guinness de fabricantes de cerveza y que fue nombrado Barón de Iveagh en 1891. Reunió una importante colección en su residencia urbana cercana a Hyde Park (Londres), y a su muerte esta colección se trasladó a Kenwood House, propiedad que había adquirido a la familia Mansfield en 1925. Por desgracia, este palacio había sido desprovisto de muebles y todavía hoy sigue bastante vacío, a pesar de los elementos añadidos después. Su contenido principal son los cuadros de Lord Iveagh.

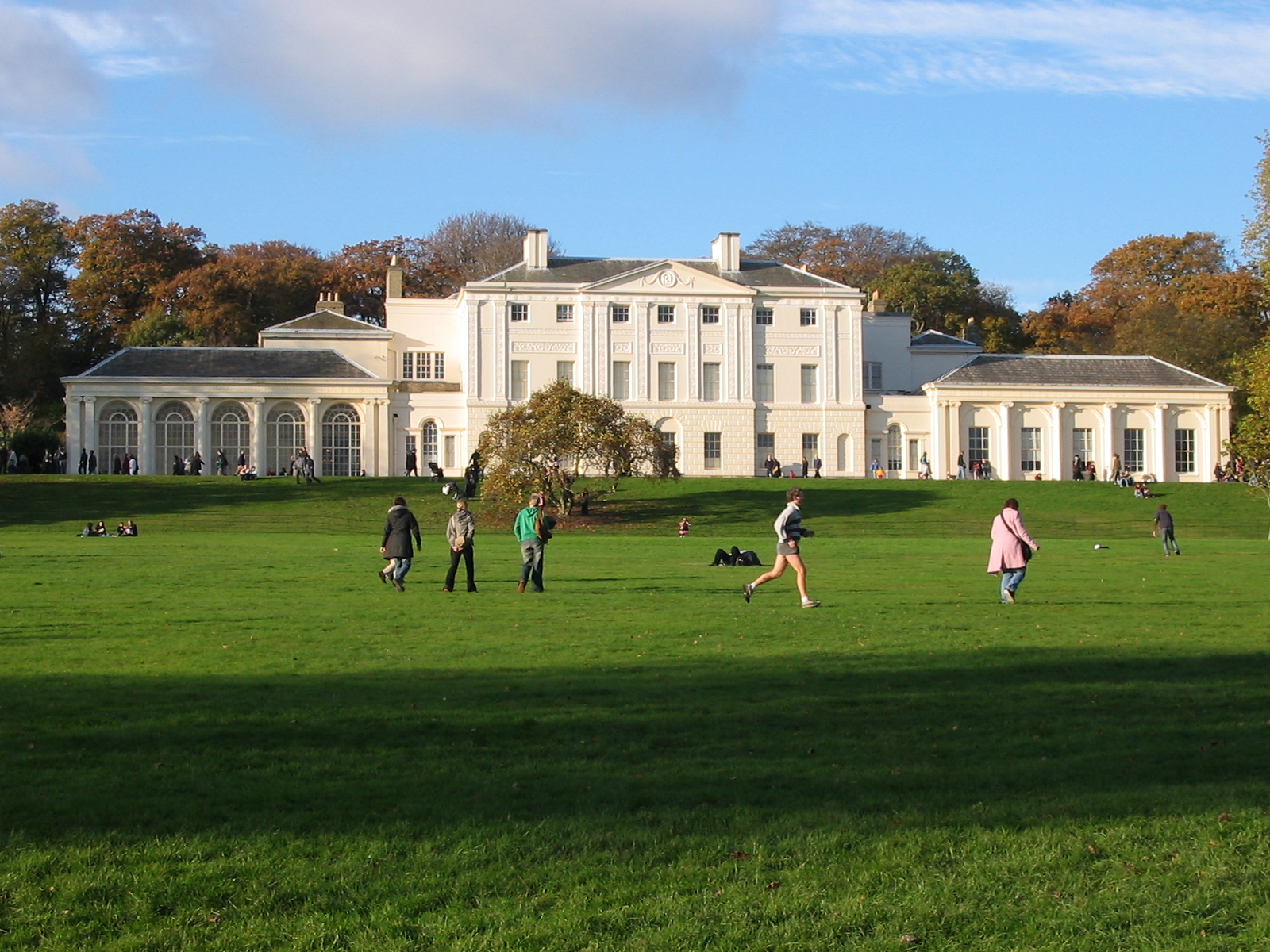
Vista de la fachada trasera de Kenwood House y su parque.

Parte del parque que rodea al palacio es realmente ajeno a la propiedad Iveagh. En 1922, antes de que Edward Guinness comprase Kenwood House, un Preservation Council compró dichos terrenos por temor a que fuesen invadidos por nuevas construcciones.
Entre 1951 y 2006, el parque albergó conciertos alrededor de un lago. Llegaban miles de personas, que hacían un pícnic y disfrutaban además de fuegos artificiales. Pero la English Heritage tuvo que dejar dichos espectáculos por las protestas del vecindario. Esta suspensión condicionaba el futuro de Kenwood House, ya que los conciertos recaudaban los fondos para el mantenimiento del palacio, que requiere alrededor de un millón de libras esterlinas al año. Finalmente, en marzo de 2008 se decidió reanudar los conciertos, pero en otra zona de la propiedad y limitándolos a ocho por temporada.

## Contenido
La Colección Iveagh, llamada en inglés Iveagh Bequest, fue reunida por lord Iveagh en su casa del centro de Londres, en el barrio de Hyde Park Corner, cerca del palacio del duque de Wellington (Apsley House). A la muerte de lord Iveagh, fue trasladada a Kenwood House, que permanecía desocupada y vacía. Seguramente, lord Iveagh adquirió el palacio expresamente para mostrar la colección y no para habitarlo, pues cuando lo compró ya tenía 78 años y falleció dos años después.
La colección de cuadros se centra en el barroco holandés y en la pintura británica de los siglos XVIII y XIX. Destacan dos pinturas de fama internacional, La tañedora de guitarra, de Vermeer, y un Autorretrato de Rembrandt de 1661. Como curiosidad, señalar que el Museo del Prado adquirió una versión de este autorretrato en los años 1940, pero que resultó ser una copia ya que el original es este. Hay que mencionar además el Retrato de Pieter van den Broecke, uno de los mejores pintados por Frans Hals.
La colección incluye obras de Van Dyck, Angelica Kauffmann, François Boucher y de diversos autores británicos, como Joshua Reynolds, Thomas Lawrence, George Romney, Joseph Wright of Derby y Turner. Es justamente famoso el Retrato de la condesa Howe, de Thomas Gainsborough. 
Dentro de su importancia relativamente secundaria en el rico panorama artístico de Londres, Kenwood House es un lugar muy popular; y en el año 2000 la visitaban 150.000 personas al año, y sus parques atraen a un millón. Algunas escenas de la película Notting Hill se rodaron aquí. En 2012, coincidiendo con una clausura temporal por trabajos de reforma, una selección de sus mejores obras de arte emprendió una gira de exposiciones por cuatro museos estadounidenses, el primero de ellos el Museo de Bellas Artes de Houston. A finales de 2013 el museo, ya renovado, reabrió sus puertas. 
Los jardines que rodean el palacio muestran esculturas de Henry Moore, Barbara Hepworth y Reg Butler. Un tercio de los terrenos entraña importante valor ecológico, por los bosques antiguos, las variedades de pájaros y una curiosa colonia de murciélagos.

## Galería de obras

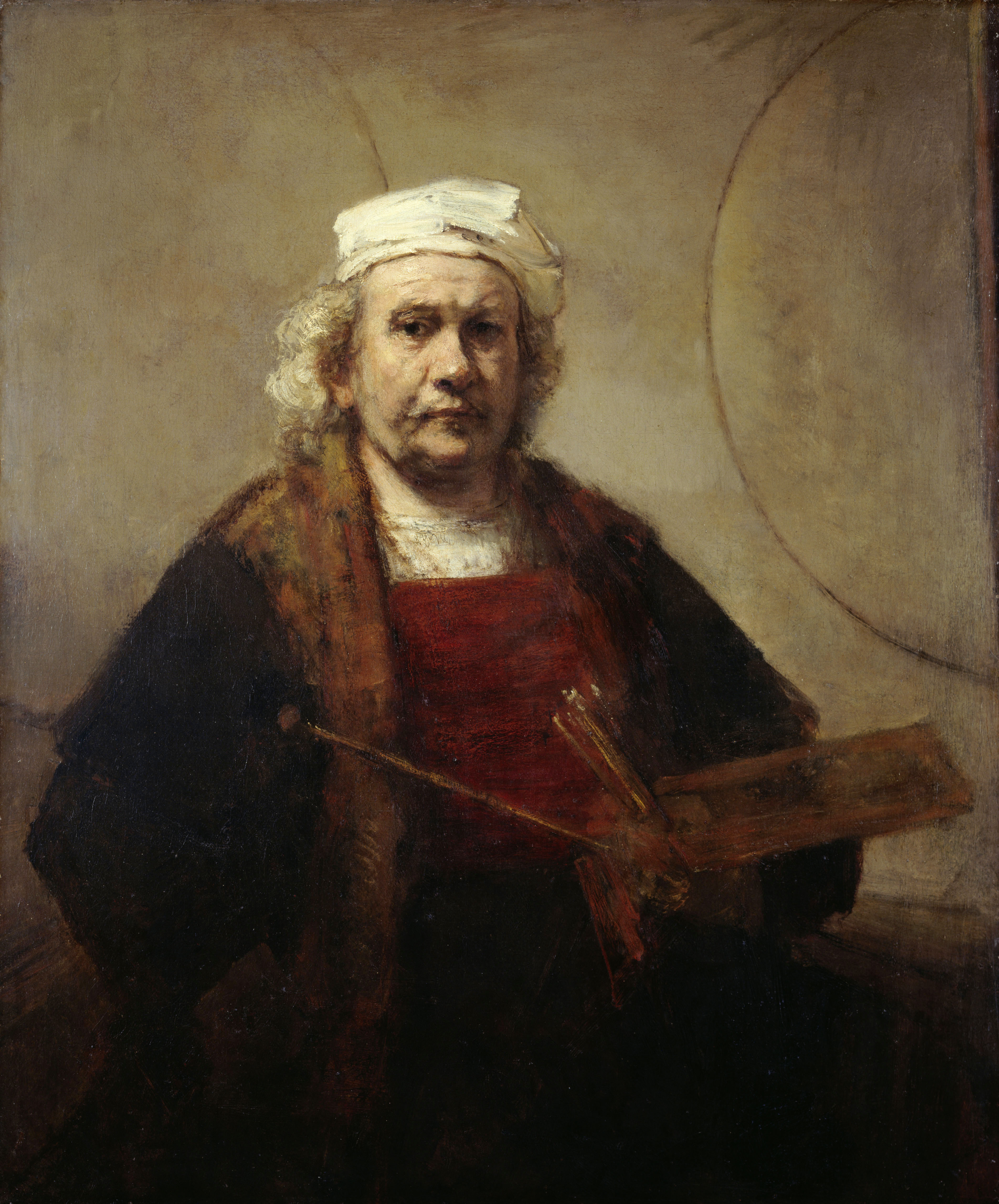
Autorretrato, Rembrandt
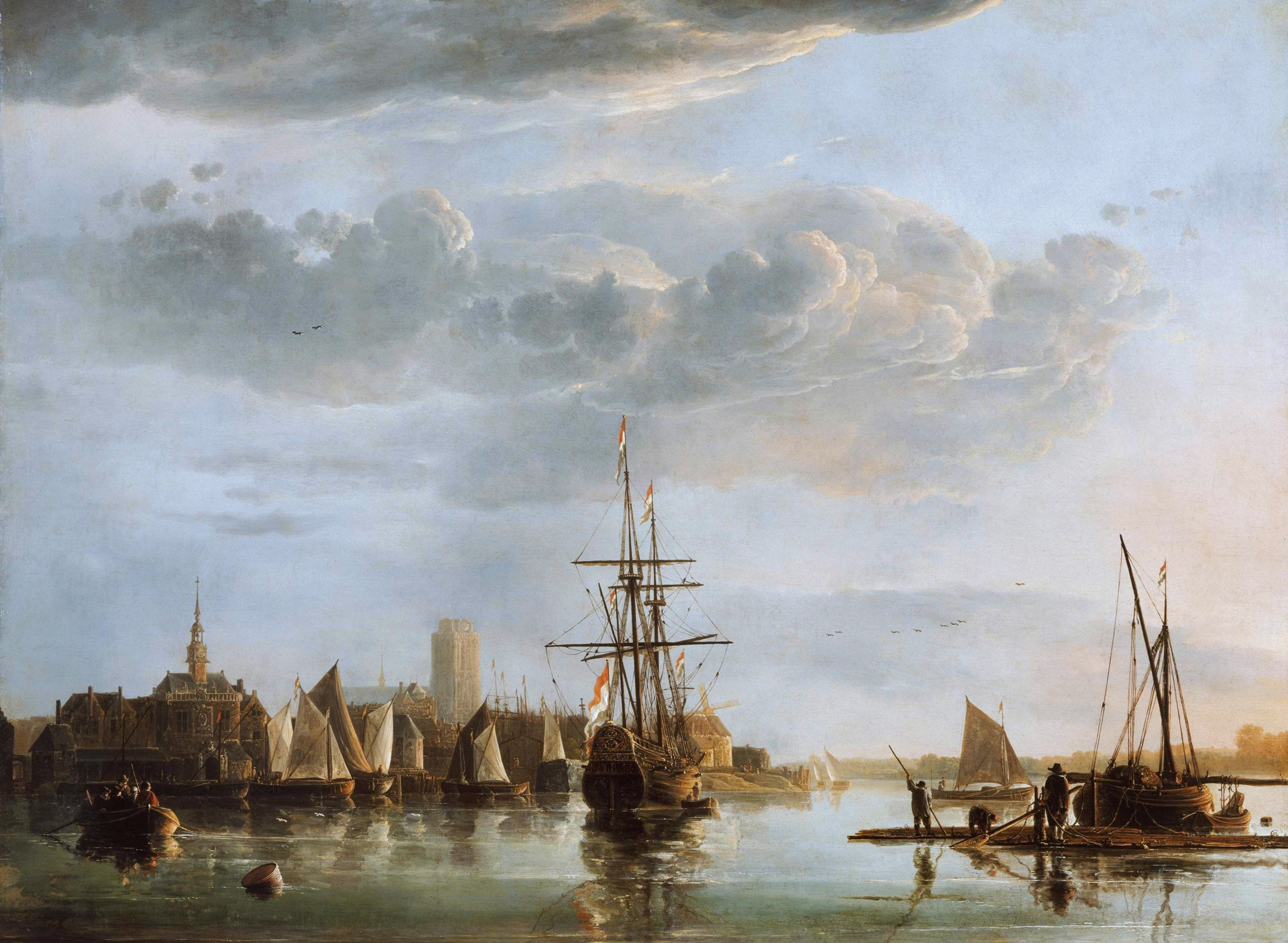
Marina, Aelbert Cuyp
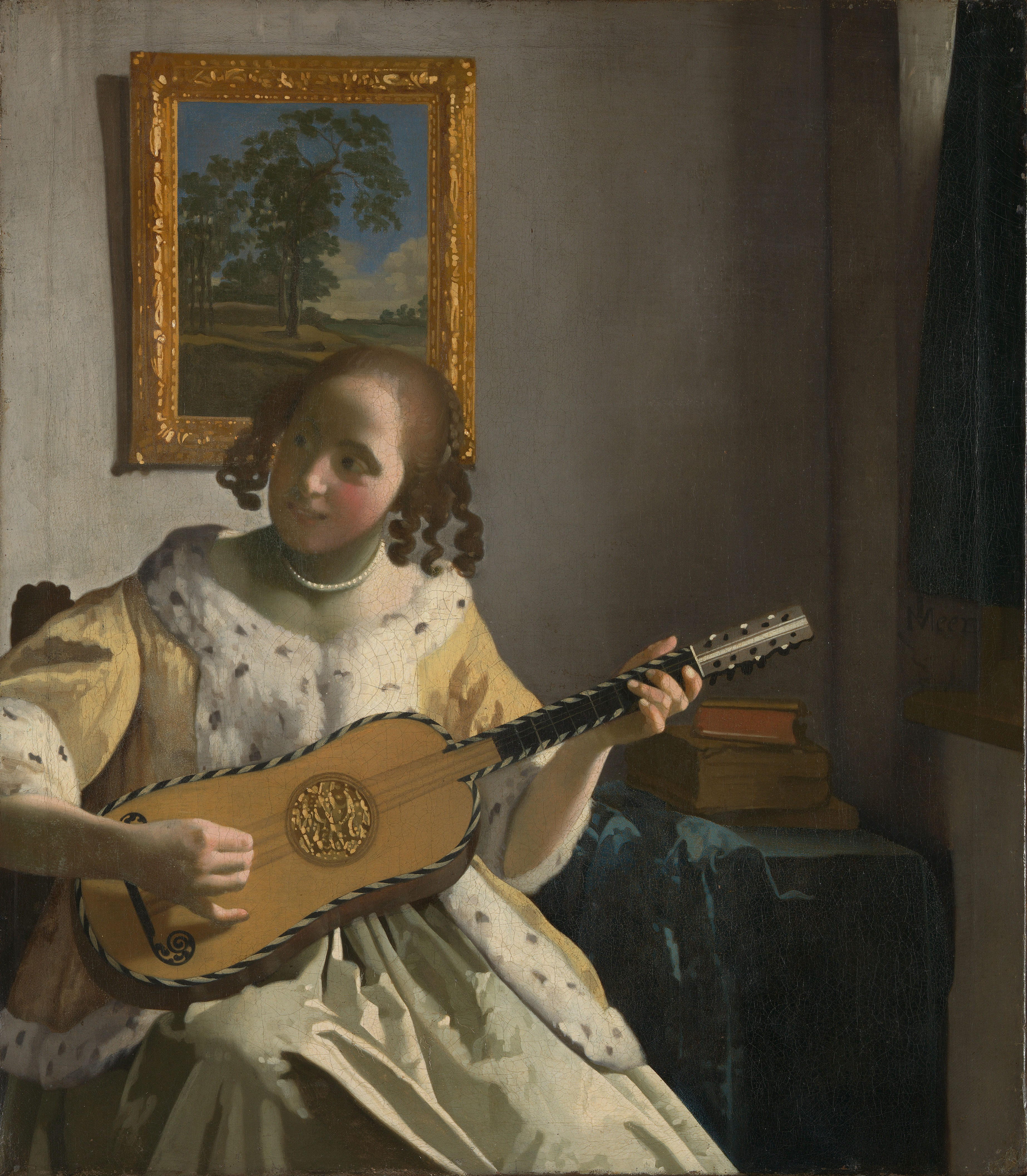
Dama tocando la guitarra, Johannes Vermeer
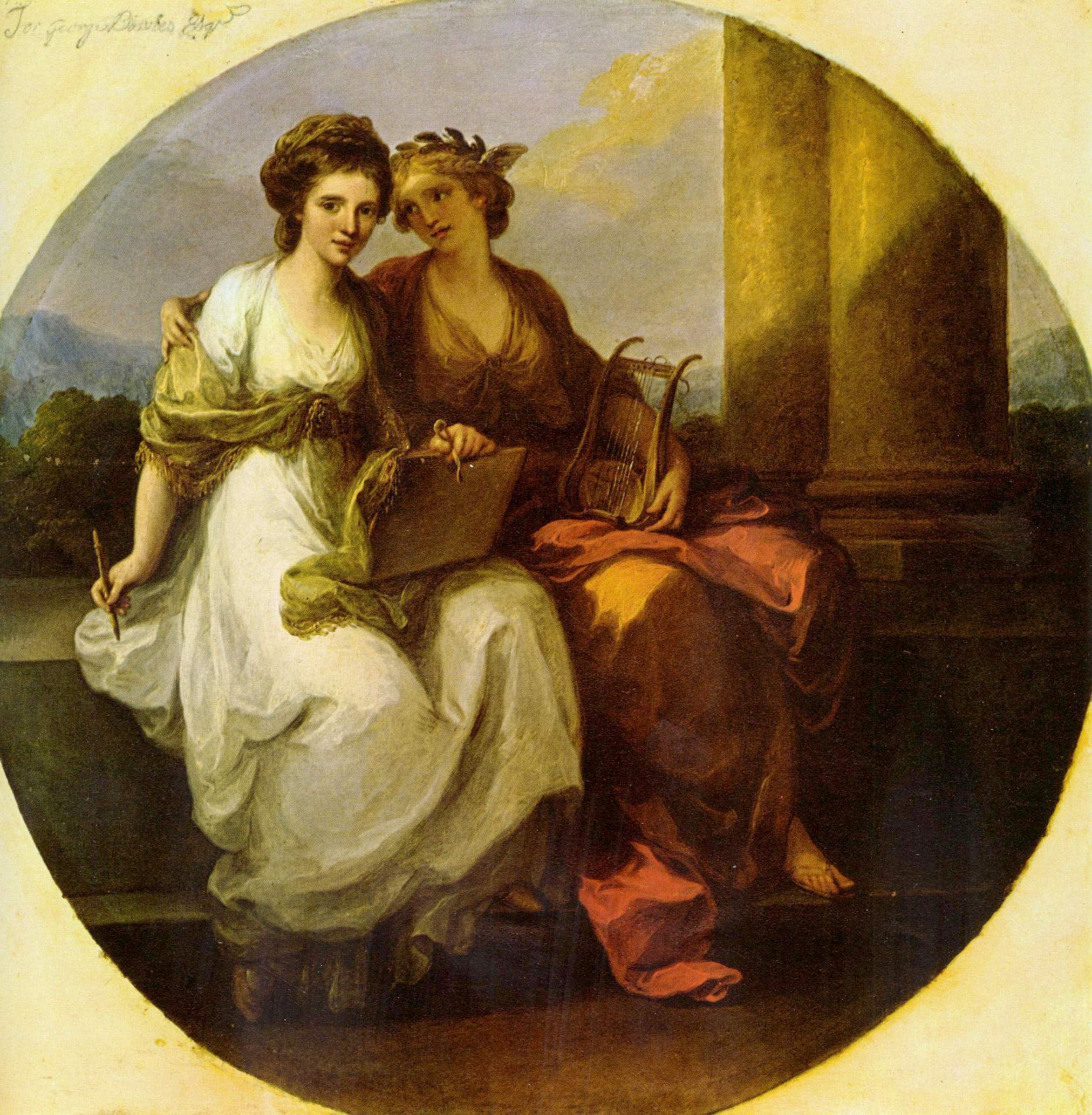
Alegoría de la Pintura y la Poesía, Angelica Kauffmann
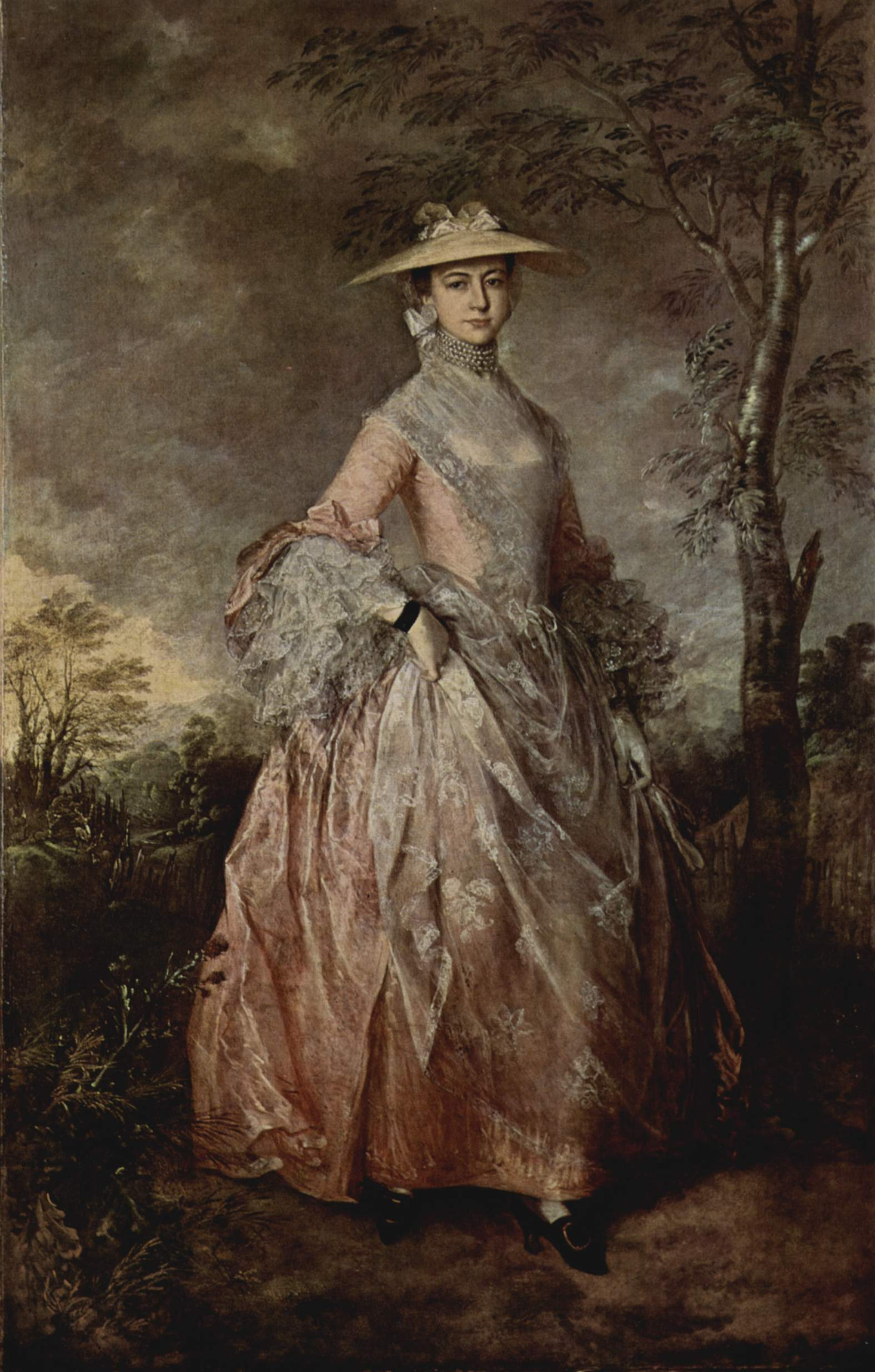
La condesa Howe, Thomas Gainsborough
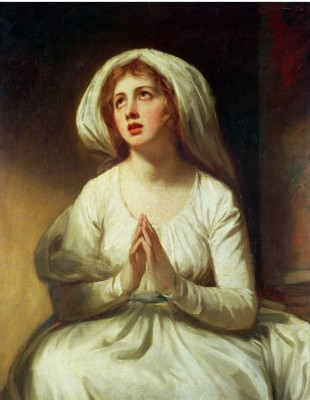
Lady Hamilton rezando, George Romney

Esculturas en el jardín
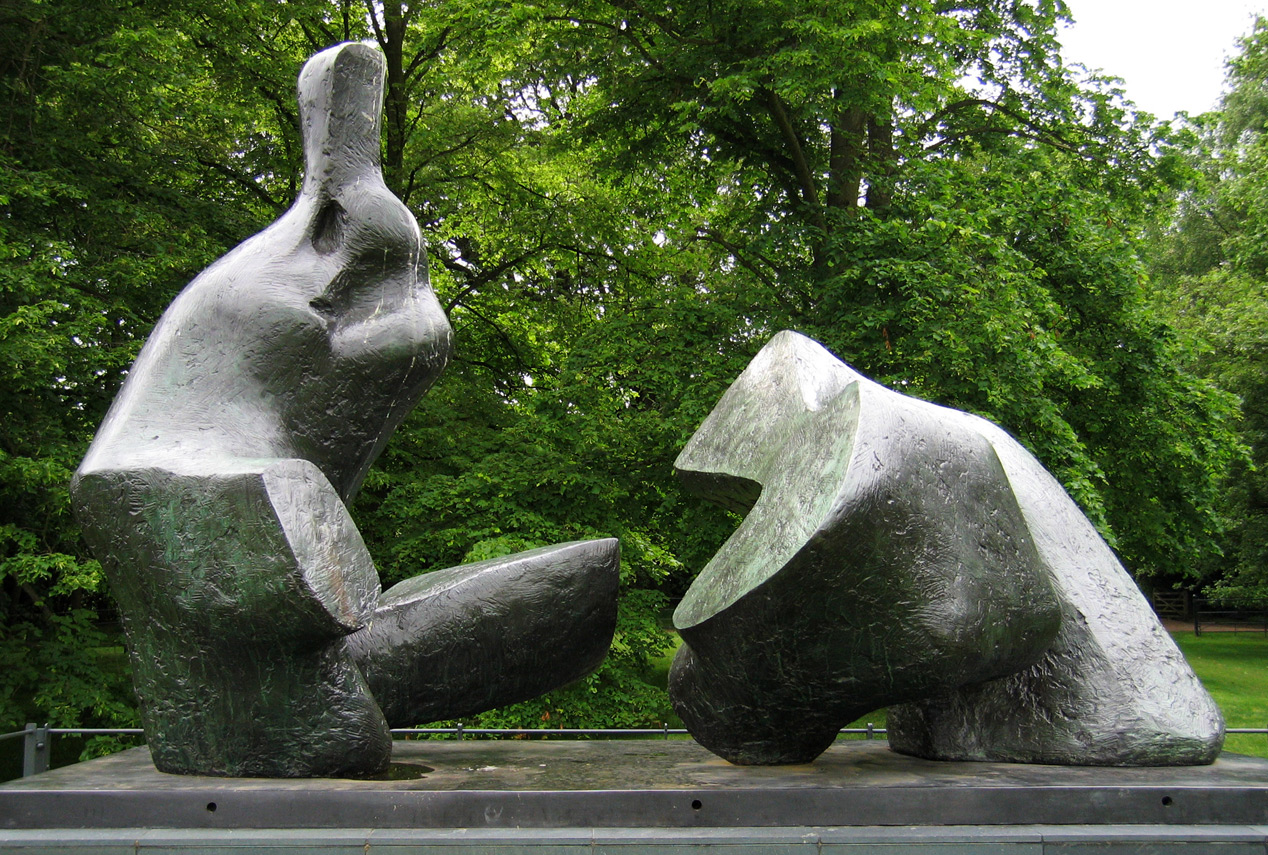
Two Piece Reclining Figure, No. 5, Henry Moore (1963–1964)
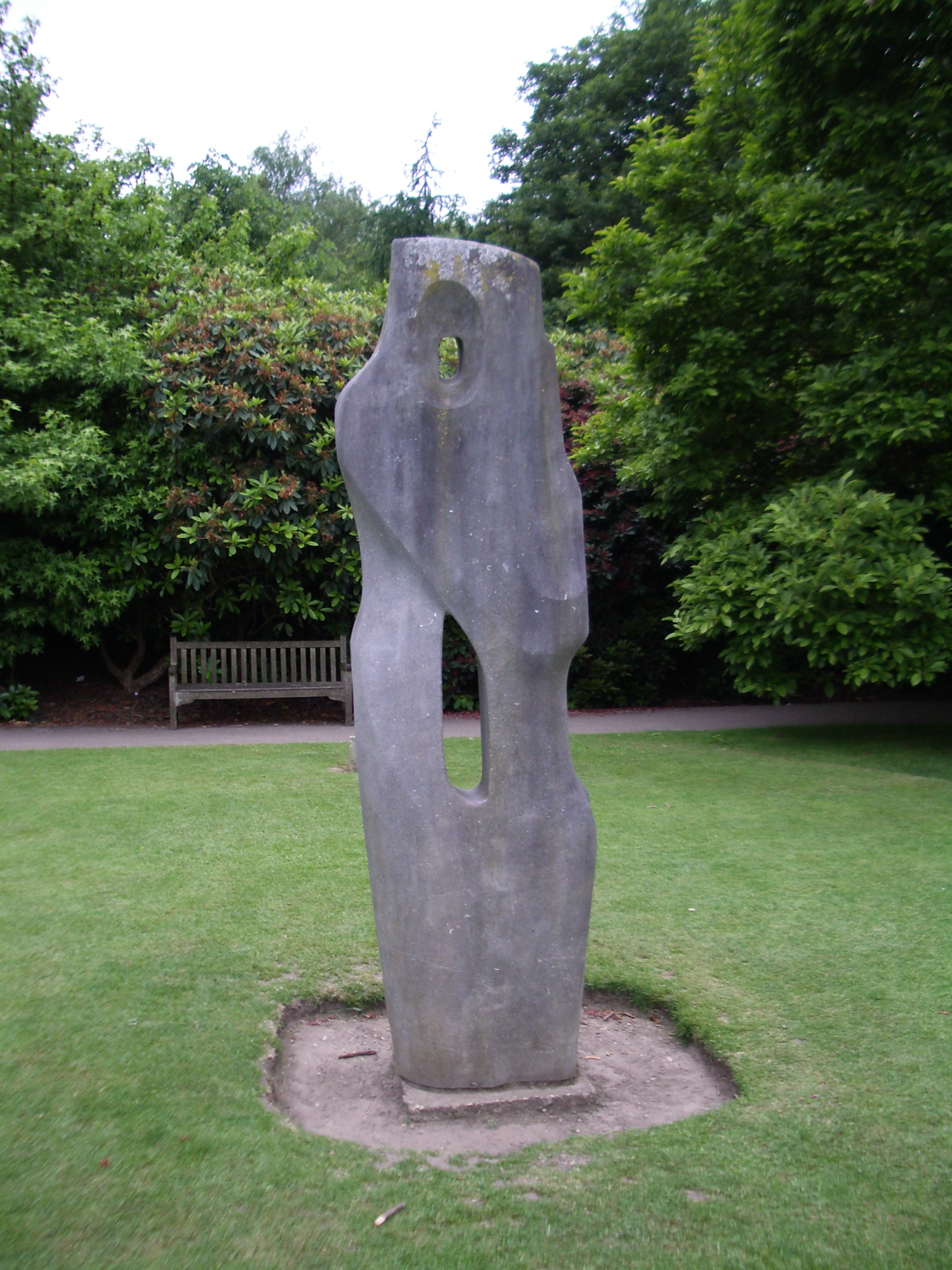
Monolyth-Empyrean, Barbara Hepworth (1953)
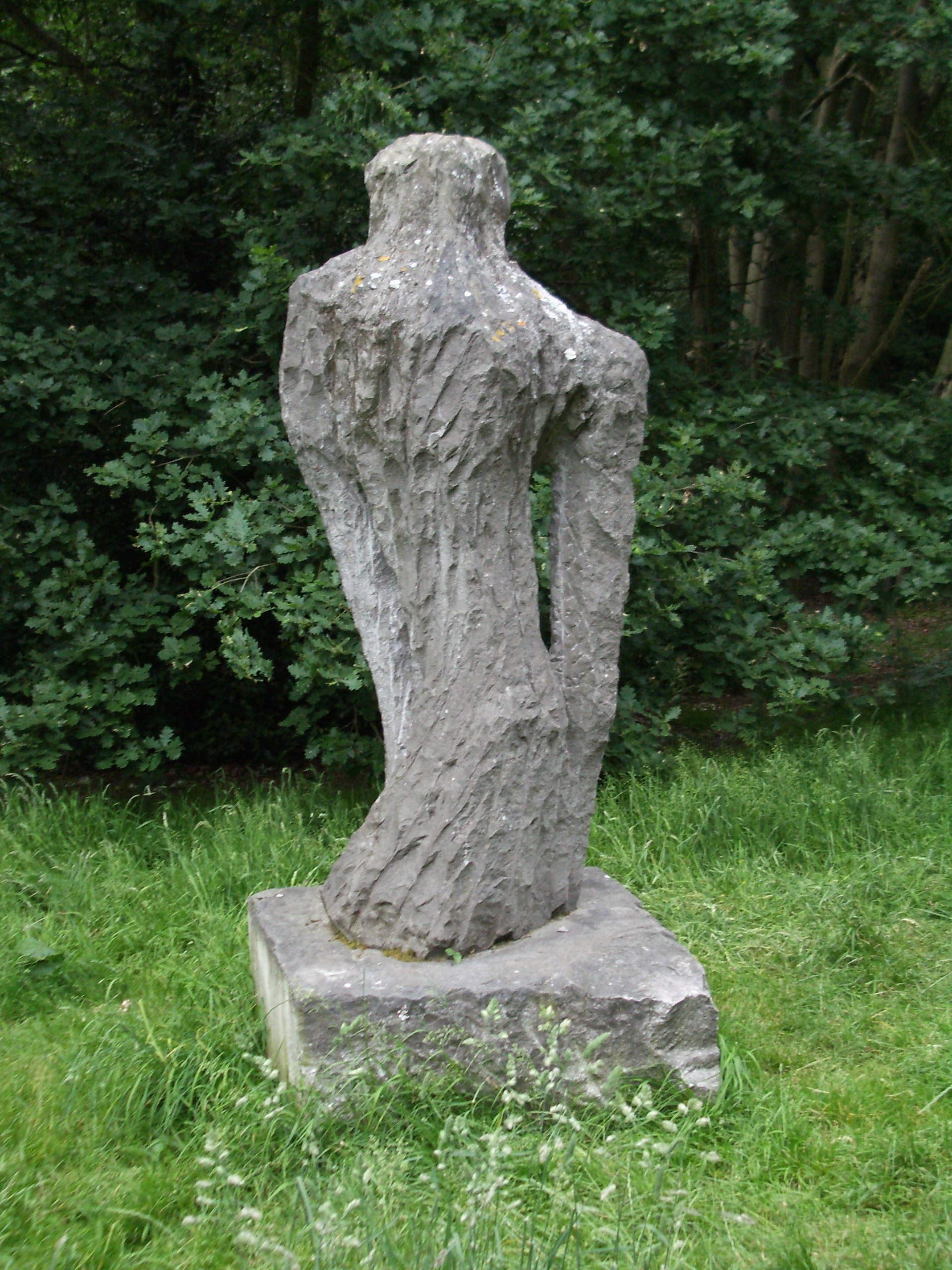
Flamme, de Eugène Dodeigne